# Sally Francesca Hayfron

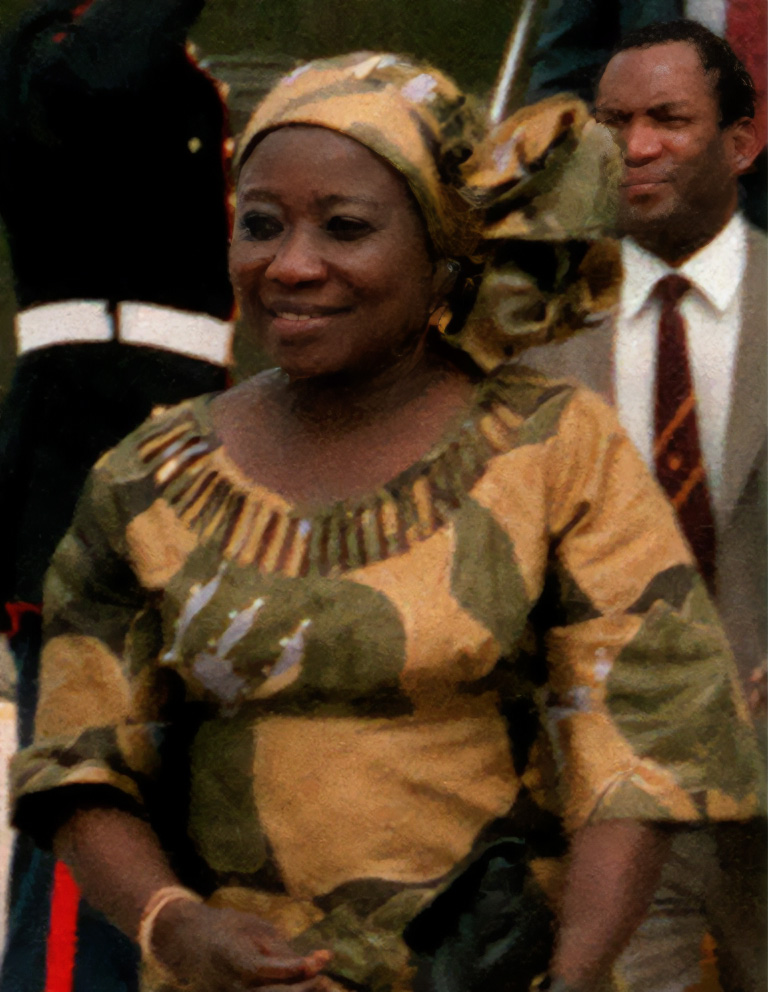
Sally Francesca Hayfron

Sally (Sarah) Francesca Hayfron (* 6. Juni 1931 in Ghana; † 27. Januar 1992 in Harare), verheiratete Mugabe war eine Politikerin und von 1961 bis zu ihrem Tod die erste Ehefrau von Simbabwes ehemaligem Staatspräsidenten Robert Mugabe.

## Leben und Karriere
1958 lernte sie Robert Mugabe kennen, der ebenso wie sie an einem College in Ghana unterrichtete. Sie heiratete ihn im April 1961 in Salisbury. 1962 wurde sie politisch aktiv, als sie die rhodesischen Frauen gegen das Regime von Ian Smith mobilisierte, das zwar die Unabhängigkeit des Landes anstrebte, aber die Vorherrschaft der weißen Minderheit aufrechterhalten wollte. Daraufhin wurde sie zu fünf Jahren Gefängnis verurteilt, wovon ihr ein Teil erlassen wurde.
1967 ging sie nach London ins Exil, von wo aus sie für die Freilassung der politischen Gefangenen in Rhodesien kämpfte, darunter auch für ihren Mann, der 1964 inhaftiert wurde und 10 Jahre im Gefängnis verbrachte. Nach dessen Freilassung im Jahre 1975 und seiner Flucht nach Mosambik folgte sie ihm nach Maputo, wo sie sich besonders um die rhodesischen Flüchtlinge kümmerte.
1978 wurde sie stellvertretende Parteisekretärin der Frauenliga der ZANU-PF. Nach dem Ende der Kolonialregierung und der Wahl Mugabes zum Präsidenten im Jahre 1980 wurde sie die „First Lady“ von Simbabwe. 1989 wurde sie auf dem Parteikongress der ZANU-PF zur ersten Parteisekretärin der Frauenliga gewählt.
Sie gründete das Zimbabwe Child Survival Movement. Weiterhin war sie Präsidentin der Aussätzigen-Gesellschaft von Simbabwe (Leper Society of Zimbabwe).
Sally Hayfron starb am 27. Januar 1992 im Alter von 60 Jahren an Nierenversagen. Anlässlich ihres 10. Todestages erschien 2002 in Simbabwe eine Briefmarkenserie mit ihrem Abbild.